# República Popular de Mozambique
La República Popular de Mozambique (en portugués: República Popular de Moçambique) fue el nombre oficial empleado por el Estado que sucedió a la colonia portuguesa de Mozambique al momento de su independencia el 25 de junio de 1975. Constitucionalmente, Mozambique era un estado socialista con una economía fuertemente centralizada, y políticamente mantenía un régimen unipartidista, con el Frente de Liberación de Mozambique (FRELIMO), como única fuerza política legal, postura reafirmada en el III Congreso del FRELIMO del 30 de mayo de 1977. Tras la independencia, el presidente de la República y del FRELIMO fue Samora Machel, hasta su muerte en un accidente de avión en octubre de 1986, siendo sucedido por Joaquim Chissano.
A nivel internacional, durante este período Mozambique integró el llamado "Bloque del Este", estableciendo relaciones con la Unión Soviética y Cuba, siendo miembro observador de la COMECON, aunque el gobierno del FRELIMO también centró su política exterior en el movimiento panafricano, formando parte de la Organización para la Unidad Africana y teniendo como principales aliados a Tanzania, Zambia y posteriormente Zimbabue.
Durante prácticamente toda su existencia, pero en particular después de la proclamación del FRELIMO como un partido marxista-leninista en mayo de 1977, el gobierno del FRELIMO debió enfrentar una creciente insurgencia anticomunista por parte de distintos grupos rebeldes, que se organizaron en la Resistencia Nacional Mozambiqueña (RENAMO), desatando una feroz guerra civil. La RENAMO, aunque compuesta mayormente por excombatientes de la guerra de independencia que se oponían al socialismo, estaba fuertemente respaldada y financiada por los regímenes racistas blancos de Sudáfrica y Rodesia (actual Zimbabue). El régimen del FRELIMO, por su parte, fue apoyado por los gobiernos afines de Tanzania y Zambia (Zimbabue, después de la caída del régimen racista, se convertiría también en un aliado importante), y dio apoyo territorial a las fuerzas de resistencia negra de Sudáfrica y Rodesia, el ANC y la ZANU. Debido al conflicto armado, aunque preservó y mantuvo durante toda la guerra su control sobre los grandes centros urbanos, el gobierno comunista nunca tuvo la totalidad del territorio mozambiqueño bajo su control, y la RENAMO dominó con éxito gran parte de las zonas rurales.
Como resultado de la guerra, más de un millón de mozambiqueños resultaron muertos, mientras que otros cinco millones se vieron desplazados tanto internamente como afuera del país. Tanto el FRELIMO como la RENAMO fueron acusados de cometer masivas violaciones a los derechos humanos, así como de colocar indiscriminadamente minas terrestres en un porcentaje significativo del territorio del país. La infraestructura rural también sufrió graves daños en consecuencia, siendo destruidos hospitales, líneas de ferrocarril, carreteras y escuelas. Las condiciones climáticas desfavorables, así como la ausencia estatal en gran parte de las zonas rurales, condujo además a varias hambrunas, siendo la de 1984 la que más muertes provocó.
Con la finalización de la Guerra Fría, el colapso de la Unión Soviética y el desmantelamiento del apartheid en Sudáfrica, tanto el FRELIMO como la RENAMO se vieron sin sus principales fuentes de apoyo internacional, provocando el estancamiento del conflicto. En diciembre de 1990, el régimen se disolvió a sí mismo cuando la Asamblea Popular votó a favor de reformar la constitución, eliminando el monopolio político del FRELIMO. En octubre de 1992, finalmente se firmaron los Acuerdos de Paz de Roma, mediante el cual las fuerzas armadas del FRELIMO y la RENAMO se integraron en un ejército mozambiqueño unificado, y ambas organizaciones se convirtieron en los dos principales partidos políticos en el marco de una democracia multipartidista, teniendo lugar las primeras elecciones a finales de 1994.

## Antecedentes

### Guerra de Independencia
Los territorios africanos posteriormente que hoy conforman el país de Mozambique estuvieron bajo el control del Imperio portugués desde 1498, bajo el nombre de África Oriental Portuguesa, hasta 1975. Al igual que las demás colonias africanas del Imperio portugués, Angola, Guinea-Bisáu y Cabo Verde, Mozambique enfrentó una feroz guerra de guerrillas contra el dominio colonial luego de que la dictadura derechista gobernante de Portugal, conocida como Estado Novo, se negara a proceder a la descolonización de sus territorios, que consideraba parte integral de su país.
A partir de la década de 1950, con el comienzo del ascenso de movimientos nacionalistas en las colonias africanas vecinas, el régimen portugués se aferró a su imperio buscando probar que sus colonias eran provincias de una "nación pluricultural y plurilingüe". De este modo, el África Oriental Portuguesa fue renombrada como "Provincia Ultramarina de Mozambique" en 1951. No obstante, Portugal todavía mantuvo un fuerte control sobre el territorio y no lo dotó de mayor autonomía. Mozambique estaba marcado por grandes disparidades entre los portugueses blancos ricos y la mayoría de la gran población indígena negra de las zonas rurales. A los blancos más pobres, muchos de ellos inmigrantes recientes, incluidos campesinos analfabetos, se les dio preferencia en trabajos urbanos de nivel inferior, donde existía un sistema de reserva laboral. En las áreas rurales, los portugueses controlaban las tiendas comerciales con las que interactuaban los campesinos africanos. Al ser en gran parte analfabetos y preservar sus tradiciones y formas de vida locales, las oportunidades de empleo calificado y los roles en la administración y el gobierno eran raros para estos numerosos grupos tribales, dejándoles pocas o ninguna oportunidad en la vida urbana moderna. Muchos pueblos indígenas vieron su cultura y tradición abrumadas por la cultura extranjera de Portugal. Aunque para la primera mitad del siglo XX existía una pequeña clase africana educada, esta se enfrentaba de todas formas a una discriminación sustancial. El creciente número de naciones africanas recientemente independientes después de la Segunda Guerra Mundial, junto con el maltrato en curso de la población indígena, alentaron el crecimiento de los sentimientos nacionalistas en la colonia.
El Frente de Liberación de Mozambique, conocido casi exclusivamente por su acrónimo FRELIMO, se fundó el 25 de junio de 1962 en Dar es-Salam, en el país vecino de Tanzania, bajo el liderazgo del sociólogo Eduardo Mondlane. Fue creado durante una conferencia, por figuras políticas que se habían visto obligadas a exiliarse, mediante la fusión de varios grupos nacionalistas existentes, entre ellos la Unión Nacional Africana de Mozambique (UNAMO), la Unión Nacional Africana de Mozambique Independiente (UNAMI) y la Unión Nacional Democrática de Mozambique (UDENAMO), que se había formado dos años antes. Fue solo en el exilio que tales movimientos políticos pudieron desarrollarse, debido a la fuerza del control de Portugal sobre la actividad disidente dentro de la propia Mozambique. Dos años después de su fundación, el 25 de septiembre de 1964, el FRELIMO se alzó en armas contra el gobierno colonial, iniciando una guerra de guerrillas luego de que todo intento de negociación con Lisboa fracasara. Aunque desde el inicio la mayoría de sus fundadores ya manifestaban ideologías ligadas al comunismo, no fue sino hasta fines de la década de 1960 cuando el FRELIMO adoptaría tal ideología de facto, tras una purga contra los sectores menos marxistas del grupo en su Segundo Congreso, y no se declararía formalmente como un "partido marxista-leninista" sino hasta dos años después de la independencia. Además, el FRELIMO debió aceptar el apoyo del Bloque del Este después de que la mayoría de los países occidentales dejaran de presionar al régimen portugués para que procurara la descolonización después de que este amenazara con retirarse de la OTAN.

### Establecimiento del régimen
La guerra de independencia mozambiqueña duró poco menos de diez años y finalizó abruptamente con la Revolución de los Claveles, el 25 de abril de 1974, que derrocó al régimen del Estado Novo y llevó a Portugal a una lenta transición democrática. El FRELIMO, que esperaba una guerra de guerrillas mucho más larga, fue tomado por sorpresa por el colapso de la dictadura, mientras que el gobierno portugués comenzó rápidamente a negociar la independencia. Miles de ciudadanos portugueses abandonaron Mozambique, y el nuevo jefe de gobierno, el general António de Spínola, pidió un alto el fuego. Con el cambio de gobierno en Lisboa, muchos soldados se negaron a continuar luchando, a menudo permaneciendo en sus cuarteles en lugar de patrullar. Las negociaciones entre la administración portuguesa culminaron en el Acuerdo de Lusaka, firmado el 7 de septiembre de 1974, que otorgó una entrega completa del poder a FRELIMO, sin oposición alguna. El FRELIMO estableció el 25 de junio de 1975, decimotercer aniversario de su fundación, como la fecha programada para la independencia. Se programó que, al momento de la independencia, el marxista Samora Machel, líder indiscutido del FRELIMO desde la muerte de Mondlane en 1969, asumiría como presidente del nuevo estado.
Cuando el FRELIMO llegó al poder, sus políticas oficiales continuaron siendo vagas con respecto al comunismo, pero se basaron en ideas progresistas, proclamando buscar la construcción de una nación unificada basada en la igualdad racial, la alfabetización universal y el empoderamiento de las mujeres. En los meses anteriores a la independencia, FRELIMO consolidó su presencia en el sur y en las zonas urbanas. Esto se hizo a través del trabajo de grupos militantes (grupos dinamizadores), que también incluía a los mozambiqueños de origen portugués. Cinco días antes de la independencia, el 20 de junio, el gobierno interino promulgó la primera constitución del país, dando al mismo el nombre de "República Popular de Mozambique", y declarando al FRELIMO como el único partido político legal. Al momento de proclamarse la independencia, el 25 de junio, el primer país en reconocer al nuevo estado fue la República Democrática Alemana, seguido por la Unión Soviética. Ese mismo día, Machel dio un discurso en el que proclamó que su país seguiría un camino socialista, rechazando la retórica moderada que había empleado hasta entonces, y afirmando que "solo reconoceré la democracia de un partido único, la voz del FRELIMO".

## Historia

### Primeros meses y preludio de la guerra civil

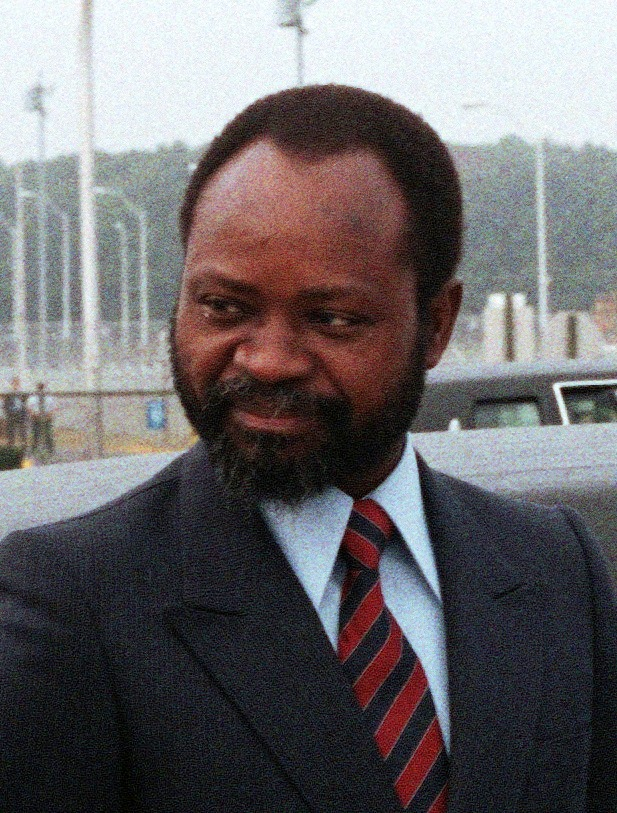
Samora Machel, primer presidente de Mozambique (1975-1986).

Los primeros meses de la presidencia de Samora Machel estuvieron marcados por una serie de medidas radicales: se nacionalizó la tierra, la educación y la salud; Tres estaciones de radio fueron abolidas y reemplazadas por una radio estatal nacional; y la prensa cayó bajo el control del gobierno y del partido. El estado independiente continuó la política de alianza de FRELIMO con los países comunistas, que consideraba sus "aliados naturales". Al momento de la independencia, el 95 % de la población era analfabeta, y el país entró en un caos económico casi inmediato. Mientras se iba instaurando el régimen de Machel, unos 370.000 portugueses blancos, que constituían la inmensa mayoría de la población educada, huyeron de Mozambique, o bien presionados por el gobierno o bien por cuenta propia por miedo a represalias posteriores. Un proyecto de ley, impulsado por un entonces desconocido Armando Guebuza (quien posteriormente sería electo presidente en 2004), obligó a los portugueses a aceptar la ciudadanía mozambiqueña o marcharse del país en las veinticuatro horas posteriores al fin de la colonia sin llevar un equipaje que pesara más de veinte kilogramos (44 libras). Incapaces de salvar cualquiera de sus activos, la mayoría regresaría a Portugal sin un centavo.. En su retirada y como respuesta a dicha expulsión, los portugueses realizaron un extenso sabotaje a la naciente economía del nuevo país mediante pequeños «actos de maldad», tales como robar las ganancias de las fábricas, arrojar maquinaria al mar, y verter cemento fresco en las alcantarillas.
Simultáneamente, la idea de establecer un estado socialista de partido único fue rechazada de plano por varios sectores internos del FRELIMO, y numerosos partidos políticos surgieron virtualmente de la noche a la mañana y compitieron por el poder con el partido marxista. Muchos de estos partidos estaban formados por disidentes del FRELIMO, como Uria Simango y Lazaro Nkavandame, ambos destacados disidentes de FRELIMO que habían formado parte de movimientos disidentes como COREMO y UNAR. Ambos hombres fueron arrestados y condenados en un juicio público ante Samora Machel. Simango fue luego ejecutado extrajudicialmente, mientras que Nkavandame murió por causas naturales. Como partido marxista revolucionario, el FRELIMO se embarcó en derribar las estructuras de gobierno tribales tradicionales que crecieron ampliamente bajo el dominio colonial portugués en un esfuerzo por contrarrestar el regionalismo y el tribalismo para construir una identidad nacional única. Poco después de la independencia, muchos jefes locales fueron expulsados y removidos de los puestos de poder. Otra fuente de conflicto fue la continuación del sistema aldeamento que los portugueses habían introducido como un medio para ejercer el control e inhibir el contacto entre la población y los rebeldes. Se obligó a miles de campesinos a mudarse a aldeas y granjas comunales donde se les daba comida, agua y atención médica, pero carecían de herramientas y dinero adecuados para cultivar de manera efectiva. El FRELIMO esperaba que este sistema permitiera el cumplimiento de sus ambiciosos objetivos de desarrollo agrícola, pero la implementación a menudo alienaba a partes de la población rural, de quienes el FRELIMO tenía apoyo popular durante la lucha por la independencia. Este fue especialmente el caso en el centro y el norte de Mozambique, donde los hogares están tradicionalmente separados por distancias considerables.

### Insurgencia de la RENAMO

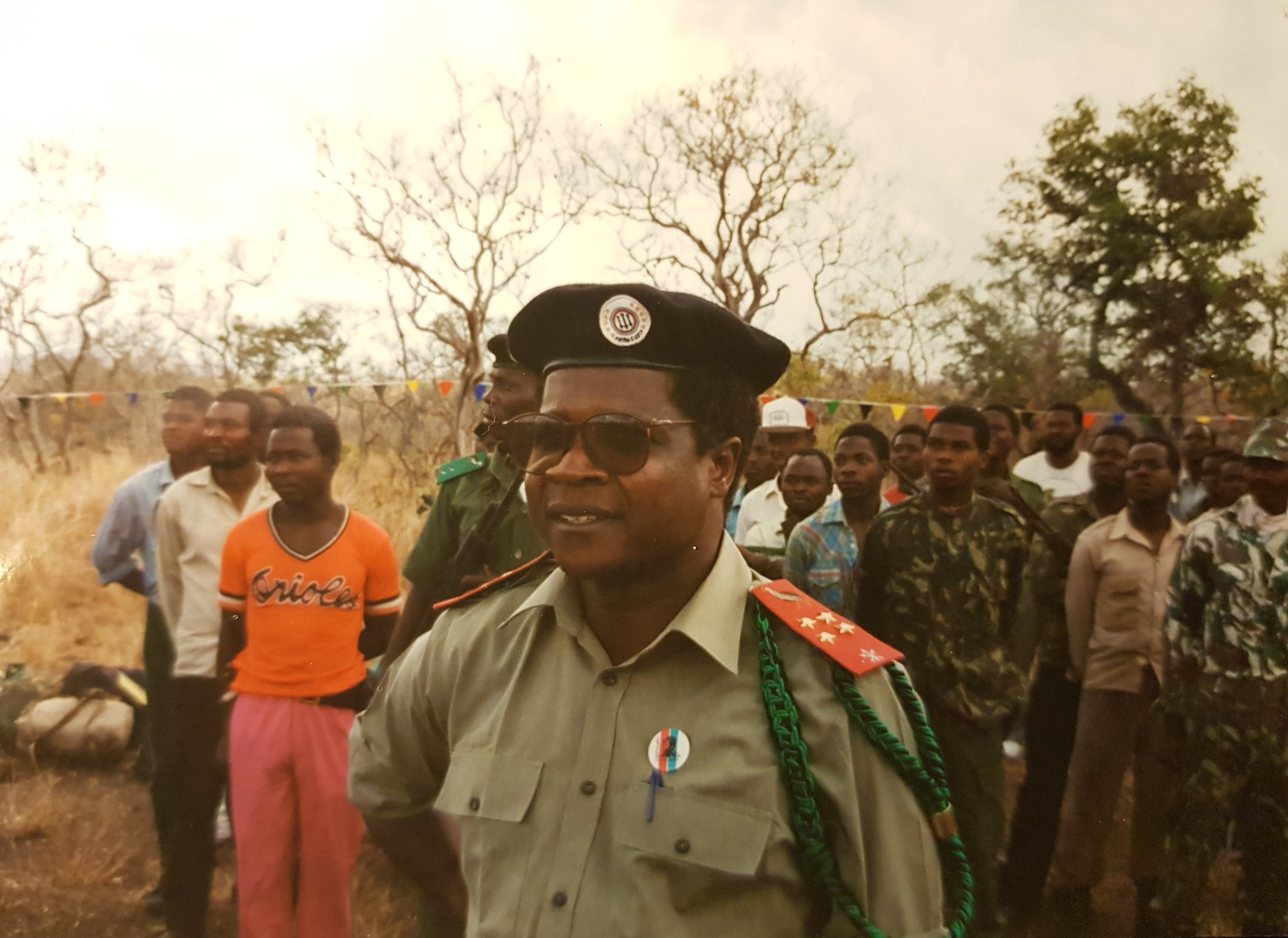
Afonso Dhlakama, líder de la Resistencia Nacional Mozambiqueña desde 1979 hasta 2018, y principal figura de la oposición insurgente al gobierno del FRELIMO.

El 30 de mayo de 1977, se realizó el Tercer Congreso del FRELIMO, primero desde la independencia, durante el cual Machel declaró formalmente a su partido como marxista-leninista. El Congreso estableció firmemente que las pautas políticas y económicas para el desarrollo de la economía y la sociedad serían para el beneficio de todos los mozambiqueños. El FRELIMO también se reestructuró ampliamente, el comité central se expandió a más de 200 miembros y la transformación de FRELIMO de un frente en un partido político formal.
Desde 1975 hasta 1979, las tropas y fuerzas de Rodesia ingresaron repetidamente en Mozambique para llevar a cabo operaciones contra las supuestas bases del ZANLA (Ejército de Liberación Nacional Africana de Zimbabue) toleradas en territorio mozambiqueño por el gobierno del FRELIMO, aunque simultáneamente aprovecharon para desestabilizar al régimen. Estas agresiones incluyeron el bombardeo del puerto de Beira en 1979 y la ocupación de la ciudad de Mapai en 1977. Durante una de esas incursiones, las fuerzas de Rodesia liberaron al exoficial del FRELIMO André Matsangaissa de un campo de reeducación. Recibió entrenamiento militar y organizativo, y se lo instaló como líder del incipiente movimiento conocido como la Resistencia Nacional Mozambiqueña (RENAMO), que había sido fundada por el servicio secreto de Rodesia antes de la independencia de Mozambique en 1975 como un grupo de recopilación de inteligencia sobre el FRELIMO y el ZANLA. Fue creado en Salisbury, Rodesia bajo los auspicios de Ken Flower, director del CIO rodesiano, y Orlando Christina, exagente de la PIDE (policía secreta de Portugal) con larga experiencia en África.
Posteriormente, la RENAMO comenzó a operar en la región de Gorongosa para desestabilizar al gobierno del FRELIMO y su apoyo al movimiento de liberación del ZANLA. Sin embargo, en 1979, Matsangaissa murió en el fallido primer ataque de laa RENAMO a un centro regional importante (Villa Paiva) y la guerrilla fue expulsada rápidamente de la región. Posteriormente, Afonso Dhlakama fue instalado como el nuevo líder de la RENAMO y con un amplio apoyo de Sudáfrica, organizó rápidamente la organización como un ejército guerrillero efectivo.
FRELIMO inició extensos programas de desarrollo económico, salud y educación. La atención médica y la educación se volvieron gratuitas y universales para todos los mozambiqueños y el gobierno comenzó un programa masivo de inmunizaciones que fue elogiado por la Organización Mundial de la Salud (OMS) como uno de los más exitosos jamás iniciados en África. El esquema llegó a más del 90 % de la población de Mozambique en los primeros cinco años y llevó a una caída del 20 % en las tasas de mortalidad infantil. Las tasas de analfabetismo bajaron del 95 % en 1975 al 73 % en 1978. A pesar de la difícil situación y el caos económico, la economía mozambiqueña creció apreciablemente a partir del período de 1977–1983. Sin embargo, se produjeron algunos reveses graves, con particular fuerza en los años 1982-1984, cuando se intensificaron las incursiones de la RENAMO. Los desastres naturales agravaron la ya devastadora situación, con inundaciones a gran escala en algunas regiones de la tormenta tropical Domoina en 1984, seguidas por sequías extensas.
Durante la guerra, ni el FRELIMO ni la RENAMO mostraron indicio alguno de negociación ni demostraron tampoco la capacidad de vencer por medios militares. La intensa presión militar sobre la RENAMO había provocado numerosos contratiempos para la guerrilla rebelde, pero el FRELIMO no pudo acabar con los insurgentes. Aunque era incapaz de capturar o asegurar ciudades grandes, aún podía aterrorizar las áreas rurales y los asentamientos más pequeños a voluntad. El FRELIMO retuvo el control de las áreas urbanas y los corredores, pero no pudo proteger eficazmente el campo de los agresores de la RENAMO. El FRELIMO tampoco pudo identificar a la RENAMO y forzarla a una confrontación directa a gran escala. El estallido de una hambruna devastadora en 1984 y la incapacidad del estado mozambiqueño para contenerla debido al conflicto llevó al gobierno de Machel a negociar directamente un pacto de agresión con el gobierno del apartheid de Sudáfrica, firmado el 16 de marzo del mismo año, comprometiéndose a dejar de socavar mutuamente la estabilidad de ambos países. Sin embargo, ninguna de las dos partes lo cumplió en su totalidad: Machel continuó dando refugio a miembros del Congreso Nacional Africano en territorio mozambiqueño, y el régimen sudafricano continuó sosteniendo financieramente a la RENAMO.
A mediados de 1985, el FRELIMO logró dar un golpe a la RENAMO al capturar su principal cuartel de operaciones, la Casa Banana, con el apoyo militar del gobierno de Zimbabue dirigido por Robert Mugabe (sucesor del régimen racista rodesiano, colapsado en 1979). Sin embargo, Dhlakama logró huir a tiempo y establecerse en el norte del país. La guerra continuó en las provincias norteñas de Zambezia y Tete, con la RENAMO operando con impunidad en la frontera con Malaui, gobernada por el dictador Hastings Banda, líder del único régimen africano que había establecido relaciones con el gobierno del apartheid. Después de una reunión fallida con Banda, Machel amenazó abiertamente con colocar misiles en la frontera entre Mozambique y Malawi y evitar el comercio desde Malawi, sin litoral, que pasaba por el territorio de Mozambique.

### Muerte de Machel
El 19 de octubre de 1986, Machel asistió a una cumbre en Mbala, Zambia, convocada para presionar al dictador de Zaire, Mobutu Sese Seko, sobre su apoyo al movimiento opositor angoleño Unión Nacional para la Independencia Total de Angola (UNITA). La estrategia de los gobiernos afines a los regímenes comunistas de Angola y Mozambique fue avanzar contra Mobutu y Banda en un intento por poner fin a su apoyo a UNITA y RENAMO, a quienes consideraban un ejército sustituto de Sudáfrica. Aunque las autoridades de Zambia invitaron a Machel a quedarse en Mbala durante la noche, él insistió en regresar a Maputo. Tenía una reunión programada para la mañana siguiente, en la que tenía la intención de reorganizar el liderazgo de las fuerzas armadas. Por lo tanto, Machel rechazó la instrucción del Ministerio de Seguridad de que el presidente no debería viajar de noche, con consecuencias fatales. El avión nunca llegó a Maputo. Esa noche se estrelló contra una colina en Mbuzini, justo dentro de Sudáfrica. Machel y otros treinta y tres murieron. Nueve personas sentadas en la parte trasera del avión sobrevivieron.
La muerte de Machel provocó una conmoción política inmediata dentro del régimen. Se formó un "Buró Político del Comité Central de FRELIMO" compuesto por diez personas, que gobernó interinamente el país desde el 19 de octubre hasta el 6 de noviembre de 1986. Durante este período, se llevaron a cabo elecciones indirectas para la Asamblea Popular de 259 escaños, siendo 249 de estos ocupados por el FRELIMO. La legislatura eligió presidente unánimemente a Joaquim Chissano, miembro del Politburó, el 6 de noviembre de 1986.

### Transición democrática y proceso de paz
El gobierno de Chissano inicialmente mantuvo las mismas políticas de línea dura de su predecesor, siendo no obstante considerado un miembro "moderado" del FRELIMO. Sin embargo, inició reformas económicas con la adopción del "Programa de Rehabilitación Económica" (ERP) del Banco Mundial y del Fondo Monetario Internacional en septiembre de 1987. Para 1988, Chissano había cedido a su posición de línea dura y comenzó a buscar negociaciones con la RENAMO mediadas por terceros para poner fin al conflicto. Además, el final de la Guerra Fría y el progresivo colapso de los regímenes comunistas en todo el mundo llevó a que poco a poco la idea de eliminar el monopolio político del FRELIMO se hiciera inevitable. En agosto de 1989, tuvo lugar el V Congreso del FRELIMO, durante el cual el partido votó favorablemente por eliminar toda referencia al marxismo-leninismo en las directivas y documentos del partido, adoptado el socialismo democrático como ideología oficial. Simultáneamente, iniciaron las conversaciones directas con la RENAMO para negociar un alto al fuego.
El 1 de diciembre de 1990, se promulgó una nueva constitución, aprobada unánimemente por la Asamblea Popular, que cambiaba el nombre del país a "República de Mozambique" y eliminaba toda referencia al socialismo en las instituciones estatales, convirtiendo al país en una democracia multipartidista. Las negociaciones con la RENAMO llevarían a un acuerdo de paz el 4 de octubre de 1992, y a la celebración de elecciones generales libres en 1994, en las cuales el FRELIMO conservó con éxito el poder.

## Gobierno y política
La constitución fue promulgada el 20 de junio de 1975, cinco días antes de la independencia. La misma establecía que Mozambique era una república socialista, democrática y popular, con el Frente de Liberación de Mozambique como "fuerza dirigente del Estado y la sociedad", a cargo de trazar la orientación básica del Estado y supervisar los órganos institucionales. El Estado proponía para sí seis objetivos fundamentales: la eliminación de las estructuras de opresión y explotación coloniales y tribales, la extensión y el refuerzo del poder popular democrático, la construcción de una economía independiente y la promoción del progreso cultural y social, la defensa y consolidación de la independencia y de la unidad nacional de Mozambique, el establecimiento y desarrollo de relaciones de amistad y cooperación con otros pueblos y Estados, y la prosecución de la lucha contra el colonialismo y el imperialismo. Aunque la constitución permitía la propiedad privada, establecía estrictamente que esta no podía ser usada en contra de los intereses estatales fijados por la constitución y el FRELIMO.
Con respecto a la institución gubernamental, el Estado se organizaba bajo una estructura autocrática, con un poder ejecutivo que gozaba de poderes casi absolutos, en contraste con la burocracia tradicional de otros estados socialistas de la época. Una misma persona, elegida por la Asamblea Popular, debía ocupar los cargos de presidente de la República y presidente del FRELIMO, que ejercía como jefe de Estado, jefe de gobierno, y comandante en jefe de las Fuerzas Populares de Liberación de Mozambique. El presidente nombraba y encabezaba el Consejo de Ministros, y tenía la facultad de designar a los gobernadores provinciales, al gobernador del Banco de Mozambique, al comandante general del Cuerpo de Policía, al presidente del Tribunal Supremo, y a los rectores de las universidades. El presidente también podía vetar la legislación de la Asamblea Popular y las asambleas provinciales, y podía designar quien lo suplantaría en caso de que tuviera que abandonar temporalmente el país. En caso de muerte, incapacidad o renuncia, un Buró Político del Comité Central del FRELIMO, compuesto por diez miembros, asumiría interinamente la jefatura de estado hasta que se eligiera un nuevo presidente, evento que se dio luego de la muerte de Samora Machel en octubre de 1986. Tras la llegada al poder de Chissano, el ejecutivo mozambiqueño fue notoriamente descentralizado y se creó el cargo del primer ministro, a cargo de la jefatura del gobierno, siendo Mário da Graça Machungo el primero en ejercer el cargo.
El poder legislativo residía en la Asamblea Popular, compuesta primero por 210 escaños y luego por 259. Esta se elegía de modo indirecto, y tenía a su cargo la designación del presidente de la República y, posteriormente, del primer ministro. Debido a la guerra civil, solo se celebraron elecciones en parte del territorio del país, en 1977 y 1986. En ambos comicios, los únicos órganos popularmente electos eran los concejos locales. Estos consejos luego elegían las Asambleas de Distrito, que a su vez elegían a las Asambleas Provinciales. En última instancia, el FRELIMO luego proponía una lista única de candidatos para la Asamblea Popular de 210 asientos, y esta era aprobada por unanimidad. La constitución de 1975 solo establecía que las primeras elecciones debían realizarse después del III Congreso del FRELIMO, y no marcaba un límite de mandatos para ninguno de los cargos.
El poder judicial, por su parte, era encabezado por el Tribunal Popular Supremo, cuyo presidente era designado por el presidente de la República, mientras que el procurador general era designado por la Asamblea Popular. Aunque la constitución garantizaba que los jueces eran independientes en ejercicio de sus funciones, en la práctica esto no era así, y los juicios públicos mediante "tribunales populares" eran comunes.

## Clima
La República Popular de Mozambique tiene un clima tropical con dos estaciones, una estación húmeda de octubre a marzo y una estación seca de abril a septiembre. Las condiciones climáticas variaron dependiendo de la altitud. Las lluvias fueron típicamente intensas a lo largo de la costa y disminuyeron en el norte y el sur. La precipitación anual varió de 500 a 900 mm (19,7 a 35,4 pulgadas) según la región, con un promedio de 590 mm (23,2 pulgadas).
Los ciclones eran comunes durante la estación húmeda. Los rangos de temperatura promedio en Maputo fueron de 13 a 24 °C (55,4 a 75,2 °F) en julio y de 22 a 31 °C (71,6 a 87,8 °F) en febrero.
La República Popular de Mozambique experimentó numerosos eventos y desastres climáticos extremos, los más notables fueron la Tormenta tropical Domoina en 1984 y una extensa sequía y hambruna de 1985 a 1987.

## Fuerzas Armadas
Tras la independencia en 1975, las fuerzas guerrilleras del FRELIMO, las Fuerzas Populares para la Liberación de Mozambique (Forças Populares de Libertação de Moçambique - FPLM) se reorganizaron en las Fuerzas Armadas de Mozambique (Forças Armadas de Moçambique - FAM), la designación oficial es "Forças Armadas de Moçambique - FPLM".
La FAM se organizó inicialmente de manera similar a su predecesora, sin rangos formales además de un sistema de "comandantes" quienes fueron elegidos para el cargo por compañeros soldados. El FRELIMO y FAM/FPLM eran prácticamente indistinguibles entre sí tras su estrecha relación durante la guerra de independencia.
En diciembre de 1975, Mozambique fue sacudido por una rebelión fallida en Lourenço Marques (Maputo) cuando 400 soldados de las FAM ocuparon posiciones estratégicas en Machava antes de ser obligados a retroceder por policías, militares y civiles leales.

## Relaciones exteriores

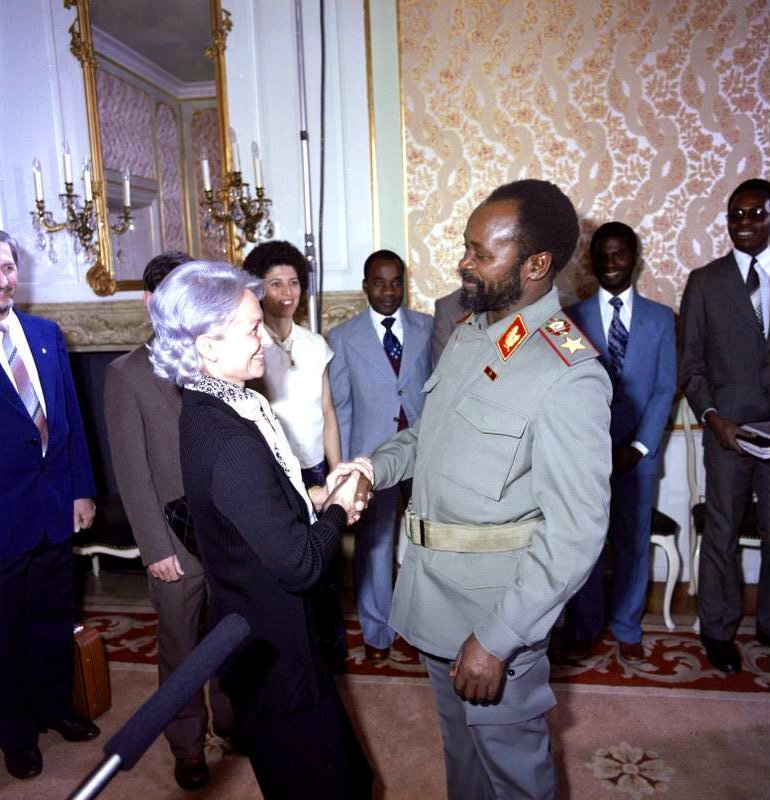
Samora Machel junto a Margot Honecker, Ministra de Educación de la República Democrática Alemana, 3 de marzo de 1983.

En términos de política exterior, la República Popular de Mozambique contó con una cooperación muy estrecha con los estados socialistas, definidos por la Constitución como los "aliados de Mozambique", que a menudo ofrecían becas y pasantías de capacitación a estudiantes mozambiqueños. La República de Cuba envió medicamentos, mientras que la República Popular China y Corea del Norte exportaron productos agrícolas. En 1977, se firmó un tratado de amistad y cooperación con la Unión Soviética y Cuba. Las relaciones con China fueron más estrechas posteriormente, dado que el país había suministrado armas a Mozambique antes de la independencia, y se inició una importante cooperación en el campo de la salud, la agricultura y la industria textil. El gobierno de Mozambique también intentó reconectarse con los países occidentales: la necesidad de desarrollar infraestructura llevó a Mozambique a solicitar préstamos a varios estados no comunistas, como el Reino Unido, los Países Bajos, Portugal, Francia y Canadá. A diferencia de los sucesos ocurridos en Angola, el marcado apoyo de los gobiernos de apartheid a la RENAMO y las denuncias de brutales abusos a los derechos humanos cometidos en las zonas bajo su control llevaron a que el Bloque Occidental nunca cooperara activamente con la guerrilla anticomunista, lo que facilitó las buenas relaciones entre el régimen del FRELIMO y los países fuera del Bloque del Este.
El gobierno del FRELIMO intervino a favor de varios movimientos armados en África o en otros lugares. Un pequeño contingente de trescientos combatientes del FRELIMO fue enviado para apoyar al MPLA en la República Popular de Angola, en el contexto de la guerra civil angoleña. El FRELIMO apoyó a la SWAPO en Namibia, al ANC y al PAC en Sudáfrica, al Frente Polisario en el Sahara Occidental, a la OLP en Palestina y al FSLN en Nicaragua. El FRELIMO jugó también un papel importante en el colapso del régimen de apartheid en Rodesia y su transición a convertirse en el país independiente de Zimbabue, antes de dar apoyo logístico a las tropas del ZANLA (Ejército de Liberación Nacional Africano de Zimbabue), y después de actuar en favor de un acercamiento entre los dos grupos rebeldes rivales, el ZANU de Robert Mugabe y ZAPU de Joshua Nkomo.
La República Popular de Mozambique, cuya diplomacia fue dirigida por Joaquim Chissano, era parte del Movimiento de Países No Alineados, entre los que se mostraba cerca de otras naciones en desarrollo y "progresistas" como Argelia, Etiopía, Irak, Libia o Nicaragua. Las relaciones con Sudáfrica fueron tensas y el gobierno de Samora Machel se mostró hostil al apartheid: Mozambique prefirió evitar la confrontación directa, demasiado arriesgada en términos militares y económicos, y no boicoteó los productos sudafricanos ni autorizó al ANC a crear bases en su territorio. Algunos ciudadanos mozambiqueños continuaron trabajando como aliados de trabajo en las minas de Sudáfrica. Mozambique presionó al Consejo de Seguridad de las Naciones Unidas para cortar las sanciones contra Sudáfrica, esencialmente presionado por la difícil situación interna.

## Educación

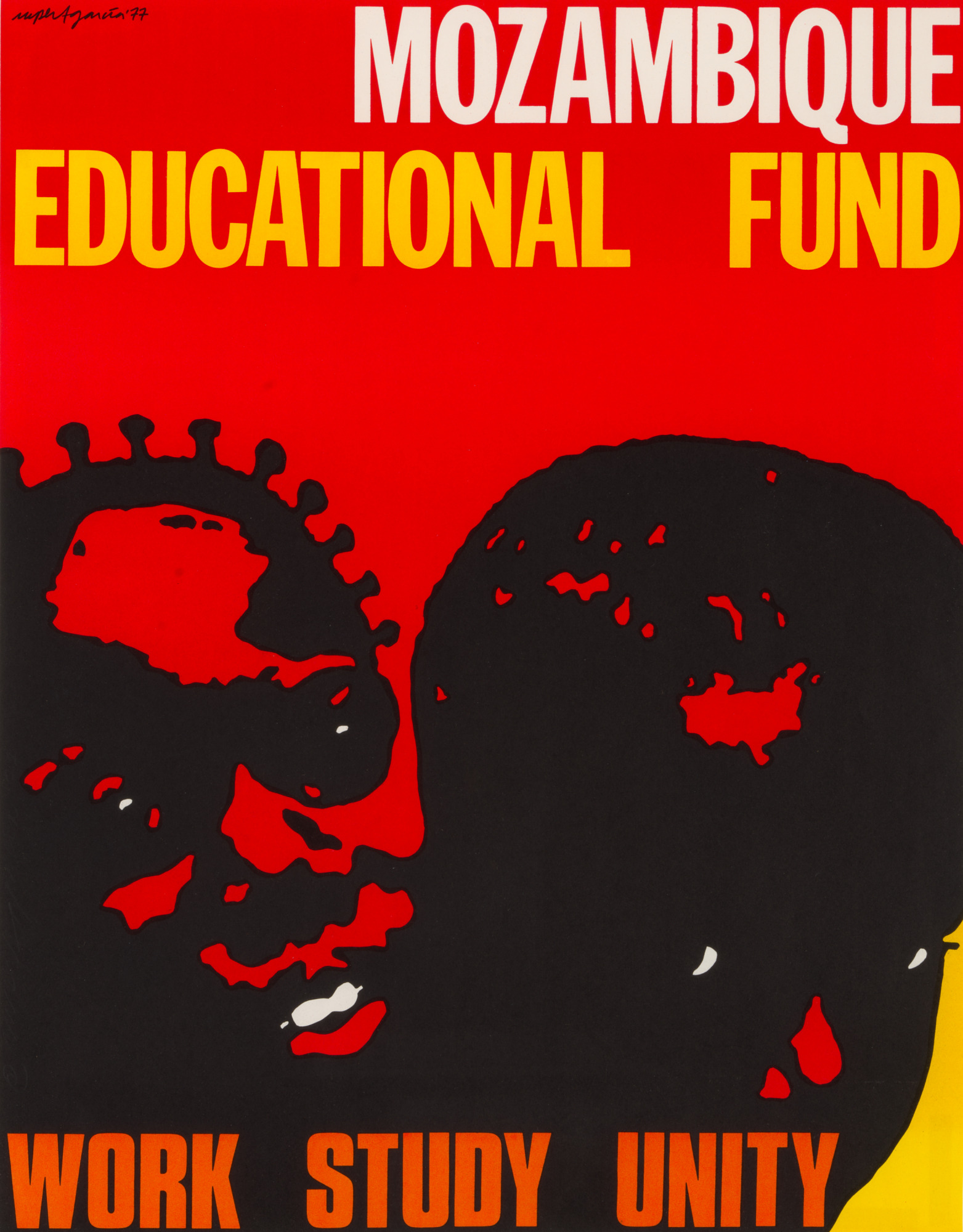
Cartel de 1977 de Rupert García para el Fondo Educativo de Mozambique

Las escuelas públicas carecían de suministros básicos y los esfuerzos de recaudación de fondos comenzaron por parte de grupos como el Fondo Educativo de Mozambique en los Estados Unidos.
Pero también la educación mozambiqueña tuvo sus éxitos, como la masiva campaña de alfabetización a Mozambique, la cual como otros países de África tenía una tasa de analfabetismo muy alta. La educación laica le quitaría un gran peso a la Iglesia Católica en la sociedad. También se haría una campaña en apoyo a la educación a la mujer. La educación mozambiqueña tuvo el respaldo técnico de la Unión Soviética, China y Cuba.

## SNASP
En octubre de 1975, poco después de la independencia, el FRELIMO creó el Servicio Nacional de Seguridad Popular (SNASP), una policía política con la responsabilidad de "suprimir todas las actividades hostiles a la revolución" a la cual se le impartió formación por la Stasi, el servicio secreto de la República Democrática Alemana (Alemania Oriental). El SNASP realizó actividades de inteligencia, paramilitares y funcionó como policía secreta para el FRELIMO hasta que se disolvió en 1991 y fue reemplazado por el Servicio de Información y Seguridad del Estado (SISE).